# Lambert-féle W-függvény

A W(x) grafikonja W > −4 és x < 6-ra. A felső rész: W ≥ −1 a W_{0} függvény, az alsó rész: W ≤ −1 a W_{−1} függvény.

A matematikában a Lambert-féle W-függvény, más néven az omega-függvény vagy a logaritmusszorzat-függvény, egy függvény, amely az inverze a z = f(W) = WeW függvénynek, ahol eW az exponenciális függvény és W egy komplex szám. Tehát a definíció:
{\displaystyle z=W(z)e^{W(z)}}
ahol z egy komplex szám.
Mivel az ƒ{\displaystyle \scriptstyle (\cdot )} függvény nem injektív így W többértékű (kivéve 0-ban). Ha leszűkítjük a függvényt a valós számok halmazára, akkor mind a függvényérték mind az argumentum valós szám lesz, és a függvény csak a −1/e-nél nagyobb argumentumra értelmezhető és kétértékű a ]−1/e-;0[ intervallumon. A W ≥ −1 kikötéssel egy egyértékű függvényt kapunk, amit W0(x)-vel jelölnek. Adott hogy W0(0)=0 és W0(-1/e)=-1. A függvény "alsó részét", ami kielégíti a W ≤ −1 egyenlőtlenséget W−1(x)-el jelölik. Ez a függvény csökken, W−1(−1/e) = −1-től, W−1(0−) = −∞ -ig.
A Lambert-féle W nem fejezhető ki elemi függvényekkel. A függvény használatos a kombinatorikában, illetve bizonyos egyenletek megoldásakor amelyek tartalmaznak exponenciális függvényt. Szintén megjelenik bizonyos differenciál egyenletek megoldásakor mint például: y'(t) = a y(t − 1).

## Jelölések

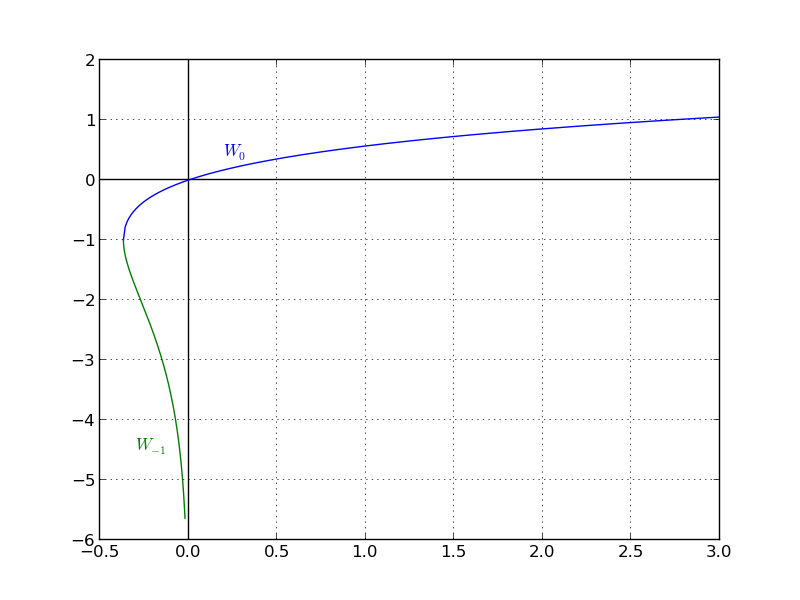
A függvény két fő része a és a

A Lambert-féle W függvényt Johann Heinrich Lambert után nevezték el. A "fő" W0-et Wp-ként jelöli a Digital Library of Mathematical Functions a W−1-et pedig Wm-mel jelölik ugyanitt.
Az itt alkalmazott jelölések (a W0 és a W−1) Corlesstől, Gonnettől, Hare-től, Jeffrey-től és Knuthtól származnak.

## Története
Lambert Lambert's Transcendental Equation 1758-as műve vezetett Leonhard Euler 1783-as munkájához, amiben a wew-t vizsgálta. Az első említése a wew inverzének 1925-ből Pólyától és Szegőtől származik. A Lambert-féle W-függvényt kb. minden évtizedben "újrafelfedezték" különböző helyzetekben de a fontosságát csak az 1990-es években ismerték el. Az utolsó újrafelfedezés során felismerték hogy a függvény pontos megoldást szolgáltat a kvantummechanikai duplapotenciál-gödör Dirac delta modelljére. Corless és a Maple fejlesztői átnézve a tudományos irodalmat azt találták hogy a függvény sokszor felbukkan a természetben.

## Analízis

### Derivált
Implicit deriválással bizonyítható, hogy W különböző részei (alsó, felső) kielégítik a következő differenciálegyenletet:
{\displaystyle z(1+W){\frac {{\rm {d}}W}{{\rm {d}}z}}=W\quad {\text{ha }}z\neq -1/e.}
(W nem differenciálható a z = −1/e pontban.) Így W deriváltjára a következőt kapjuk:
{\displaystyle {\frac {{\rm {d}}W}{{\rm {d}}z}}={\frac {W(z)}{z(1+W(z))}}\quad {\text{ha }}z\not \in \{0,-1/e\}.}
Továbbá:
{\displaystyle \left.{\frac {{\rm {d}}W}{{\rm {d}}z}}\right|_{z=0}=1.}

### Primitív függvény
A W(x) függvény, és egyéb kifejezések, amelyek tartalmazzák W(x)-et, integrálhatóak, a w = W(x) helyettesítéssel, x = w ew:
{\displaystyle \int W(x)\,{\rm {d}}x=x\left(W(x)-1+{\frac {1}{W(x)}}\right)+C.}
Aminek a következménye (felhasználva, hogy {\displaystyle W(e)=1}):
{\displaystyle \int _{0}^{e}W(x)\,{\rm {d}}x=e-1}

## Sorfejtés
A {\displaystyle W_{0}} Taylor sora 0 körül megadható a Lagrange inverziós tételének segítségével:
{\displaystyle W_{0}(x)=\sum _{n=1}^{\infty }{\frac {(-n)^{n-1}}{n!}}\ x^{n}=x-x^{2}+{\frac {3}{2}}x^{3}-{\frac {8}{3}}x^{4}+{\frac {125}{24}}x^{5}-\cdots }
A konvergenciasugár 1/e, ahogy a hányadoskritériumból látható. A fenti sor által definiált függvény kiterjeszthető holomorf függvénnyé a komplex számok halmzán, kivéve a ]−∞, −1/e] intervallumot.
Nagy x értékekre, W0 aszimptotikusan egyenlő:
{\displaystyle W_{0}(x)=L_{1}-L_{2}+{\frac {L_{2}}{L_{1}}}+{\frac {L_{2}(-2+L_{2})}{2L_{1}^{2}}}+{\frac {L_{2}(6-9L_{2}+2L_{2}^{2})}{6L_{1}^{3}}}+{\frac {L_{2}(-12+36L_{2}-22L_{2}^{2}+3L_{2}^{3})}{12L_{1}^{4}}}+\cdots }
{\displaystyle W_{0}(x)=L_{1}-L_{2}+\sum _{\ell =0}^{\infty }\sum _{m=1}^{\infty }{\frac {(-1)^{\ell }\left[{\begin{matrix}\ell +m\\\ell +1\end{matrix}}\right]}{m!}}L_{1}^{-\ell -m}L_{2}^{m}}
ahol, {\displaystyle L_{2}=\ln \ln x} és {\displaystyle \left[{\begin{matrix}\ell +m\\\ell +1\end{matrix}}\right]} a nemnegatív Stirling szám. Csak az első két tagot megtartva a kifejtésből:
{\displaystyle W_{0}(x)=\ln x-\ln \ln x+o(1).}
A másik valós rész a, {\displaystyle W_{-1}}, a ]−∞, −1/e] intervallumon, hasonló közelítéssel rendelkezik ahogy x tart 0-ba tehát:
{\displaystyle L_{1}=\ln(-x)} and {\displaystyle L_{2}=\ln(-\ln(-x))}.

### Egész és komplex hatványa a függvénynek
Egész hatványai a {\displaystyle W_{0}} függvénynek szintén felírhatóak egyszerű Taylor (vagy Laurent) sorként a {\displaystyle 0} pont körül:
{\displaystyle W_{0}(x)^{2}=\sum _{n=2}^{\infty }{\frac {-2(-n)^{n-3}}{(n-2)!}}\ x^{n}=x^{2}-2x^{3}+4x^{4}-{\frac {25}{3}}x^{5}+18x^{6}-\cdots }
Általánosabban, {\displaystyle r\in \mathbb {Z} ,}-re, a Lagrange inverziós formula megadja hogy:
{\displaystyle W_{0}(x)^{r}=\sum _{n=r}^{\infty }{\frac {-r(-n)^{n-r-1}}{(n-r)!}}\ x^{n},}
vagyis, a Laurent sor mértéke r.
Illetve:
{\displaystyle \left({\frac {W_{0}(x)}{x}}\right)^{r}=\exp(-rW_{0}(x))=\sum _{n=0}^{\infty }{\frac {r(n+r)^{n-1}}{n!}}\ (-x)^{n},}
ami igaz bármely {\displaystyle r\in \mathbb {C} }-re és {\displaystyle |x|<e^{-1}}-re.

## Nevezetes értékek
Bármely nemnulla x algebrai számra, W(x) transzcendens szám. Ezt indirekt módon bizonyíthatjuk: Ha W(x) nemnulla algebrai szám lenne (megjegyzés: vagyis x és W(x) sem nulla), akkor a Lindemann–Weierstrass-tétel, alapján eW(x) transzcendens, ami implikálja hogy x=W(x)eW(x) szintén transzcendens, ami ellentmond annak, hogy x algebrai.
{\displaystyle W\left(-{\frac {\pi }{2}}\right)={\frac {\pi }{2}}{\rm {i}}}
{\displaystyle W\left(-{\frac {\ln a}{a}}\right)=-\ln a\quad \left({\frac {1}{e}}\leq a\leq e\right)}
{\displaystyle W\left(-{\frac {1}{e}}\right)=-1}
{\displaystyle W\left(0\right)=0\,}
{\displaystyle W\left(1\right)=\Omega ={\frac {1}{\displaystyle \int _{-\infty }^{+\infty }{\frac {\,dt}{(e^{t}-t)^{2}+\pi ^{2}}}}}-1\approx 0.56714329\dots \,} (az Omega konstans)
{\displaystyle W\left(e\right)=1\,}
{\displaystyle W\left(-1\right)\approx -0.31813-1.33723{\rm {i}}\,}
{\displaystyle W'\left(0\right)=1\,}

## Egyéb formulák
Számos hasznos integrálformula létezik ami W-t tartalmazza. Néhány ezek közül:
{\displaystyle \int _{0}^{\pi }W{\bigl (}2\cot ^{2}(x){\bigr )}\sec ^{2}(x)\;\mathrm {d} x=4{\sqrt {\pi }}}
{\displaystyle \int _{0}^{\infty }{\frac {W(x)}{x{\sqrt {x}}}}\mathrm {d} x=2{\sqrt {2\pi }}}
{\displaystyle \int _{0}^{\infty }W\left({\frac {1}{x^{2}}}\right)\;\mathrm {d} x={\sqrt {2\pi }}}
A második azonosság levezethető a
{\displaystyle u=W(x)}
helyettesítéssel ami így a következőket adja:
{\displaystyle x=ue^{u}}
{\displaystyle {\frac {dx}{du}}=(u+1)e^{u}}
Vagyis:
{\displaystyle \int _{0}^{\infty }{\frac {W(x)}{x{\sqrt {x}}}}\mathrm {d} x=\int _{0}^{\infty }{\frac {u}{ue^{u}{\sqrt {ue^{u}}}}}(u+1)e^{u}\mathrm {d} u}
{\displaystyle =\int _{0}^{\infty }{\frac {u+1}{\sqrt {ue^{u}}}}\mathrm {d} u}
{\displaystyle =\int _{0}^{\infty }{\frac {u+1}{\sqrt {u}}}{\frac {1}{\sqrt {e^{u}}}}\mathrm {d} u}
{\displaystyle =\int _{0}^{\infty }u^{\frac {1}{2}}e^{-{\frac {u}{2}}}\mathrm {d} u+\int _{0}^{\infty }u^{-{\frac {1}{2}}}e^{-{\frac {u}{2}}}\mathrm {d} u}
{\displaystyle =2\int _{0}^{\infty }(2w)^{\frac {1}{2}}e^{-w}\mathrm {d} w+2\int _{0}^{\infty }(2w)^{-{\frac {1}{2}}}e^{-w}\mathrm {d} w} (helyettesítve {\displaystyle u=2w}-t)
{\displaystyle =2{\sqrt {2}}\int _{0}^{\infty }w^{\frac {1}{2}}e^{-w}\mathrm {d} w+{\sqrt {2}}\int _{0}^{\infty }w^{-{\frac {1}{2}}}e^{-w}\mathrm {d} w}
{\displaystyle =2{\sqrt {2}}\Gamma ({\frac {3}{2}})+{\sqrt {2}}\Gamma ({\frac {1}{2}})}
{\displaystyle =2{\sqrt {2}}({\frac {1}{2}}{\sqrt {\pi }})+{\sqrt {2}}({\sqrt {\pi }})}
{\displaystyle =2{\sqrt {2\pi }}}
A harmadik azonosság levezethető a másodikból a {\displaystyle u={\frac {1}{x^{2}}}} helyettesítéssel.

## Alkalmazások
Sok egyenlet ami exponenciális függvényt tartalmaz megoldható a W-függvénnyel. Az általános stratégia az, hogy minden ismeretlent egy oldalra viszünk, hogy az egyenletnek Y = XeX alakja legyen, ahonnan a W-függvény megadja X értékeit.
Vagyis:
{\displaystyle Y=Xe^{X}\;\Longleftrightarrow \;X=W(Y)}

### Példák

#### 1. példa
{\displaystyle {\begin{aligned}2^{t}&=5t\\1&={\frac {5t}{2^{t}}}\\1&=5t\,e^{-t\ln 2}\\{\frac {1}{5}}&=t\,e^{-t\ln 2}\\{\frac {-\,\ln 2}{5}}&=(-\,t\,\ln 2)\,e^{(-t\ln 2)}\\W\left({\frac {-\ln 2}{5}}\right)&=-t\ln 2\\t&=-{\frac {W\left({\frac {-\ln 2}{5}}\right)}{\ln 2}}\end{aligned}}}
Általánosságban a
{\displaystyle ~p^{ax+b}=cx+d}
egyenlet, ahol
{\displaystyle p>0{\text{ and }}c,a\neq 0}
átalakítható a következő helyettesítéssel:
{\displaystyle -t=ax+{\frac {ad}{c}}}
A helyettesítés után:
{\displaystyle tp^{t}=R=-{\frac {a}{c}}p^{b-{\frac {ad}{c}}}}
ami, a következő megoldásokat adja:
{\displaystyle t={\frac {W(R\ln p)}{\ln p}}}
vagyis a végső megoldás:
{\displaystyle x=-{\frac {W(-{\frac {a\ln p}{c}}\,p^{b-{\frac {ad}{c}}})}{a\ln p}}-{\frac {d}{c}}}

#### 2. példa
{\displaystyle x^{x}=z\,}
{\displaystyle \Rightarrow x\ln x=\ln z\,}
{\displaystyle \Rightarrow e^{\ln x}\cdot \ln x=\ln z\,}
{\displaystyle \Rightarrow \ln x=W(\ln z)\,}
{\displaystyle \Rightarrow x=e^{W(\ln z)}\,,}
vagyis,
{\displaystyle x={\frac {\ln z}{W(\ln z)}},}
mert
{\displaystyle \ln z=W(\ln z)e^{W(\ln z)}\,}
a definíció szerint.

#### 3. példa
Amikor egy komplex végtelen tetráció
{\displaystyle z^{z^{z^{\cdot ^{\cdot ^{\cdot }}}}}\!}
konvergál, a W-függvény megadja a határértéket:
{\displaystyle c={\frac {W(-\ln(z))}{-\ln(z)}}}
ahol ln(z) jelöli a komplex logaritmust. Ez bizonyítható azzal a megfigyeléssel hogy:
{\displaystyle z^{c}=c}
ha c létezik, vagyis
{\displaystyle z=c^{\frac {1}{c}}}
{\displaystyle \Rightarrow z^{-1}=c^{-{\frac {1}{c}}}}
{\displaystyle \Rightarrow {\frac {1}{z}}=\left({\frac {1}{c}}\right)^{\left({\frac {1}{c}}\right)}}
{\displaystyle \Rightarrow -\ln(z)=\left({\frac {1}{c}}\right)\ln \left({\frac {1}{c}}\right)}
{\displaystyle \Rightarrow -\ln(z)=e^{\ln \left({\frac {1}{c}}\right)}\ln \left({\frac {1}{c}}\right)}
{\displaystyle \Rightarrow \ln \left({\frac {1}{c}}\right)=W(-\ln(z))}
{\displaystyle \Rightarrow {\frac {1}{c}}=e^{W(-\ln(z))}}
{\displaystyle \Rightarrow {\frac {1}{c}}={\frac {-\ln(z)}{W(-\ln(z))}}}
{\displaystyle \Rightarrow c={\frac {W(-\ln(z))}{-\ln(z)}}}
ami az elvárt eredmény.

#### 4. példa
A
{\displaystyle x\log _{b}\left(x\right)=a}
megoldásai
{\displaystyle x=e^{W(a\ln b)}.}
alakúak.

#### 5. példa
Az áramerősség egy összetett ellenállás/dióda kapcsolásban leírható a W függvény segítségével. Lásd dióda modellezés.

#### 6. példa
A
{\displaystyle {\dot {y}}(t)=ay(t-1)}
differenciálegyenlet, karakterisztikus egyenlete {\displaystyle \lambda =ae^{-\lambda }}, ami {\displaystyle \lambda =W_{k}(a)} -hoz vezet és {\displaystyle y(t)=e^{W_{k}(a)t}}-hoz. Ha{\displaystyle a\geq e^{-1}}, csak {\displaystyle W_{0}(a)} -t kell figyelembe venni.

## Általánosítás
A hagyományos W-függvény megadja a pontos megoldásait a transzcendens algebrai egyenleteknek, amik a következő formájúak vagy ilyen formára hozhatóak:
{\displaystyle e^{-cx}=a_{o}(x-r)~~\quad \qquad \qquad \qquad \qquad (1)}
ahol a0, c ér r valós konstansok. A megoldás {\displaystyle x=r+{\frac {1}{c}}W\!\left({\frac {c\,e^{-cr}}{a_{o}}}\right)\,}. 

## Grafikon

A Lambert-féle W-függvény ábrázolása a komplex síkon
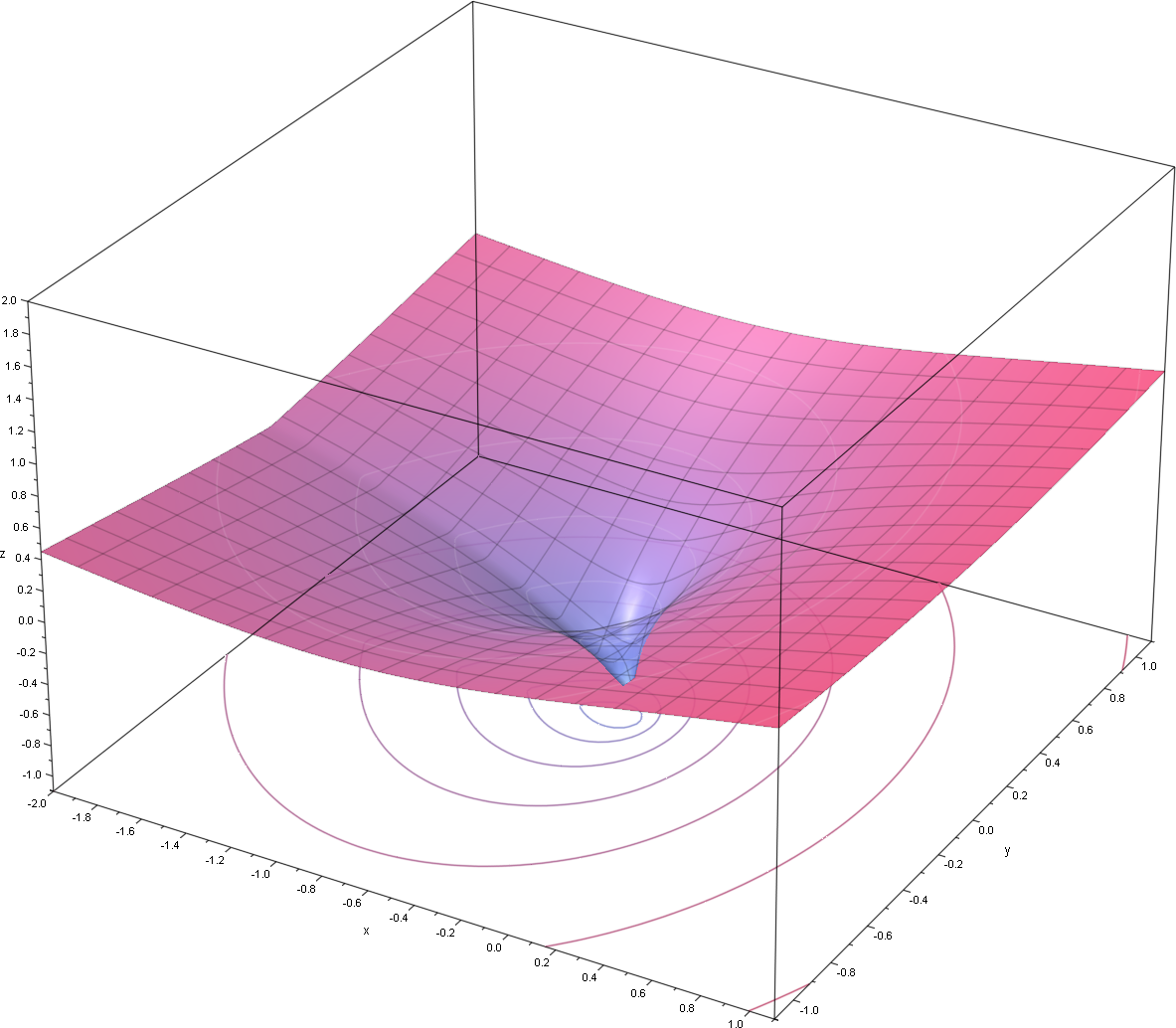
z = Re(W0(x + i y))
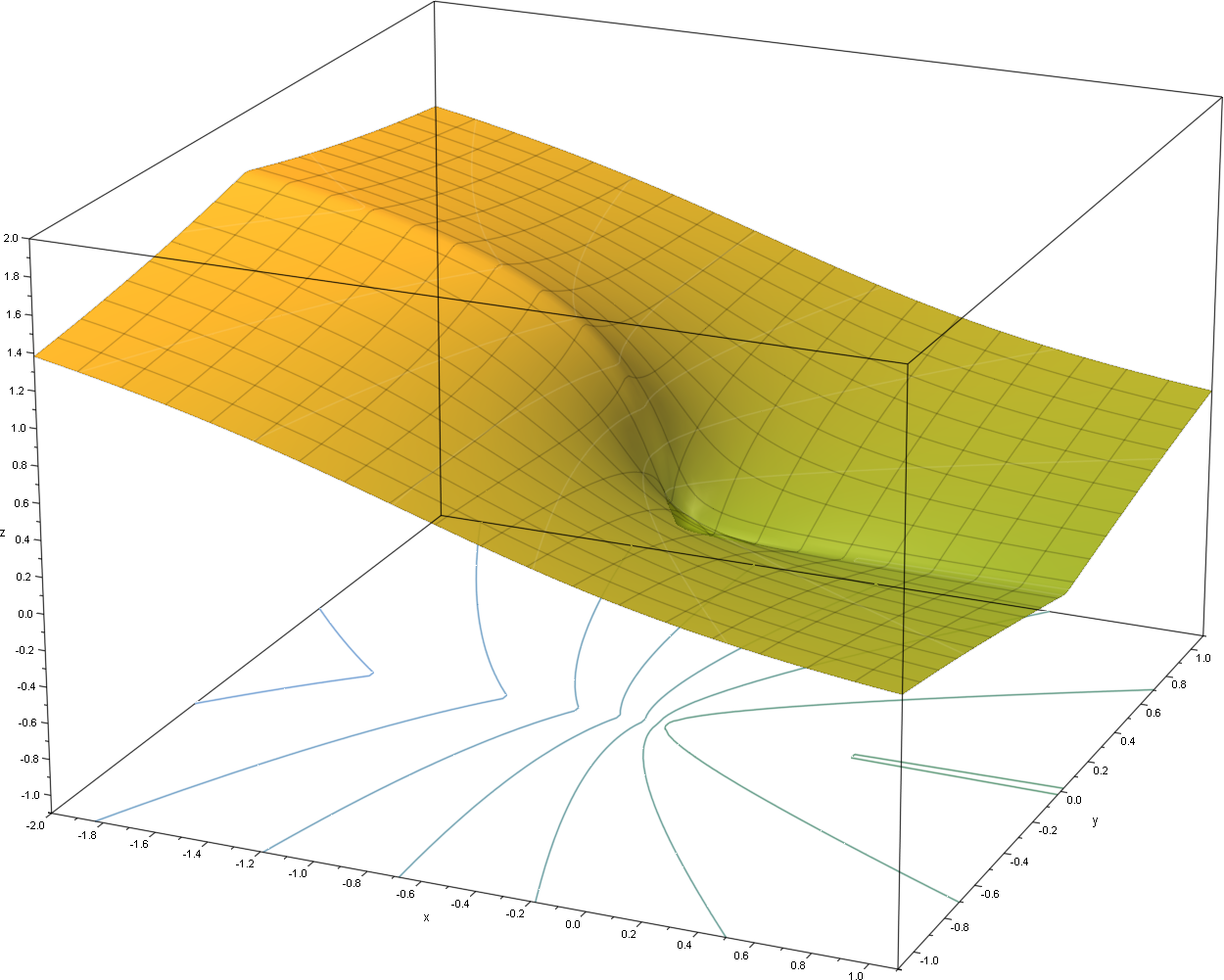
z = Im(W0(x + i y))
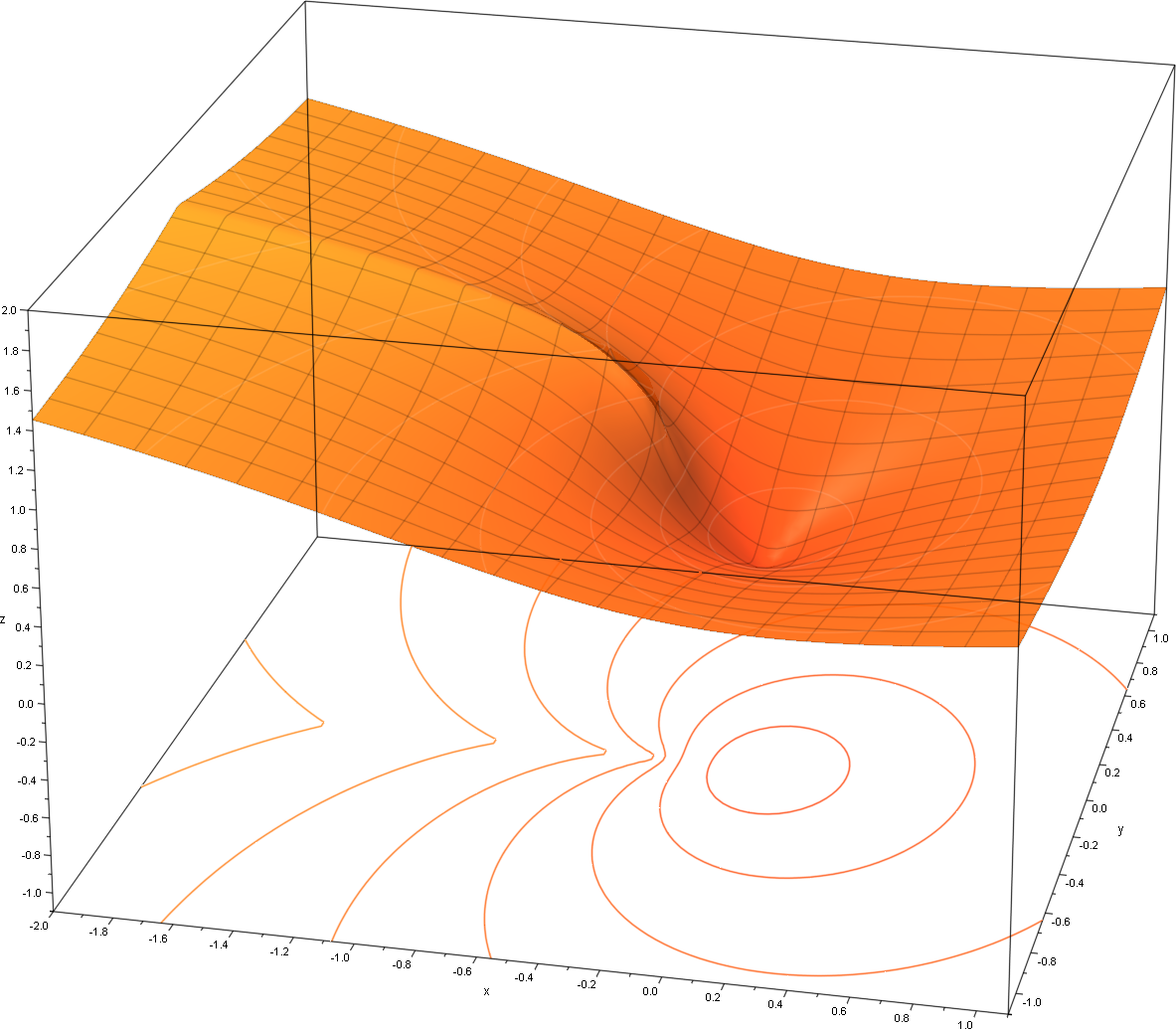
z = W0(x + i y)
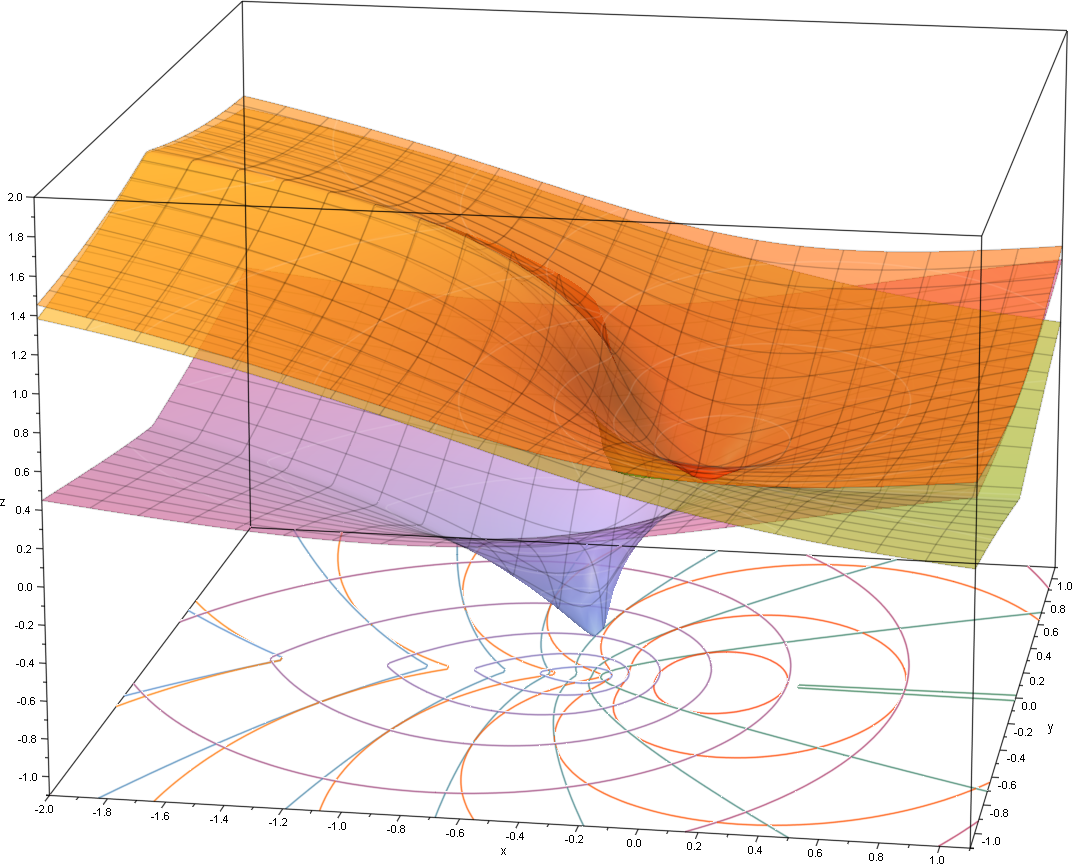

## Közelítő eljárások a kiszámítására
A W-függvény közelíthető Newton-módszerrel,
egymást követő közelítésekkel {\displaystyle w=W(z)} (vagyis {\displaystyle z=we^{w}}):
{\displaystyle w_{j+1}=w_{j}-{\frac {w_{j}e^{w_{j}}-z}{e^{w_{j}}+w_{j}e^{w_{j}}}}.}
A W-függvény szintén közelíthető Halley-módszerrel,
{\displaystyle w_{j+1}=w_{j}-{\frac {w_{j}e^{w_{j}}-z}{e^{w_{j}}(w_{j}+1)-{\frac {(w_{j}+2)(w_{j}e^{w_{j}}-z)}{2w_{j}+2}}}}}

## Fordítás
Ez a szócikk részben vagy egészben  a   Lambert W function című angol Wikipédia-szócikk ezen változatának fordításán alapul.  Az eredeti cikk szerkesztőit annak laptörténete sorolja fel. Ez a jelzés csupán a megfogalmazás eredetét és a szerzői jogokat jelzi, nem szolgál a cikkben szereplő információk forrásmegjelöléseként.

## Külső linkek
- National Institute of Science and Technology Digital Library - Lambert W
- MathWorld - Lambert W-Function
- Computing the Lambert W function
- Corless et al. Notes about Lambert W research
- Extreme Mathematics. Monographs on the Lambert W function, its numerical approximation and generalizations for W-like inverses of transcendental forms with repeated exponential towers.
- GPL C++ implementation with Halley's and Fritsch's iteration.
- Special Functions of the GNU Scientific Library - GSL